# Nebmaatre
Nebmaatre (que vol dir Ra és el senyor de Maat) fou un faraó que no es pot ubicar cronologicàment i podria correspondre a alguna de les dinasties entre la dinastia XIII i la dinastia XVII. El més probable és que correspongui a la dinastia XVI.
És conegut únicamente per una làmina de coure pertanyent a una destral trobada a una tomba a Mostaged.